# John J. Mescall
John (Joseph) Mescall, né le 10 janvier 1899 à Litchfield (Illinois), mort le 10 février 1962 à Los Angeles (Californie), est un directeur de la photographie américain, membre de l'ASC.
Il est généralement crédité John J. Mescall ou John Mescall (plus rarement, J. Joseph Mescall).

## Biographie
John J. Mescall débute comme chef opérateur en 1920 et contribue à quatre-vingt-onze films américains (dont une trentaine muets). Il œuvre régulièrement jusqu'en 1945, année où il se retire quasiment, avant de revenir toutefois pour trois westerns, sortis respectivement en 1950, 1956 et 1957, et enfin, un film de science-fiction de Roger Corman, Not of This Earth (1957, avec Beverly Garland).
Au cours des années 1920 et jusqu'en 1930, il travaille principalement pour les compagnies de production Goldwyn Pictures Corporation (1921-1924), Warner Bros. Pictures (1924-1926), DeMille Pictures Corporation (1927-1928) et Pathé Exchange (1928-1930 ; ex. : High Voltage d'Howard Higgin, en 1929, avec Carole Lombard et William Boyd). De cette période, mentionnons aussi Le Prince étudiant (1927, avec Ramón Novarro et Norma Shearer) d'Ernst Lubitsch, produit par la Metro-Goldwyn-Mayer (MGM).
À partir de 1931 et jusqu'en fin de carrière, il collabore de manière occasionnelle avec plusieurs autres studios — outre la MGM —, dont 20th Century Fox, Paramount Pictures et RKO Pictures, ainsi qu'avec des sociétés de production indépendantes, comme Edward Small Productions (le western Kit Carson de George B. Seitz, en 1940, avec Jon Hall et Lynn Bari), ou Benedict Bogeaus Productions (le drame Dark Waters d'André De Toth, en 1944, avec Merle Oberon et Franchot Tone).
Mais surtout, de 1933 à 1939, au sein d'Universal Pictures (sans doute la part de sa filmographie la mieux connue), il assiste notamment les réalisateurs Edgar George Ulmer (Le Chat noir en 1934, avec Boris Karloff et Béla Lugosi), John M. Stahl (ex. : Le Secret magnifique, version 1935, avec Irene Dunne et Robert Taylor), ou encore James Whale (ex. : La Fiancée de Frankenstein en 1935, avec Boris Karloff et Colin Clive ; Show Boat, version 1936, avec Irene Dunne), entre autres.
En 1943, John J. Mescall obtient son unique nomination à l'Oscar de la meilleure photographie, pour Mon secrétaire travaille la nuit (1942, avec Rosalind Russell et Fred MacMurray) de Mitchell Leisen, produit par la Paramount Pictures.
Enfin, signalons deux courts métrages avec James Gleason, sortis en 1929, dont il est le réalisateur (expérience non renouvelée).

## Filmographie partielle

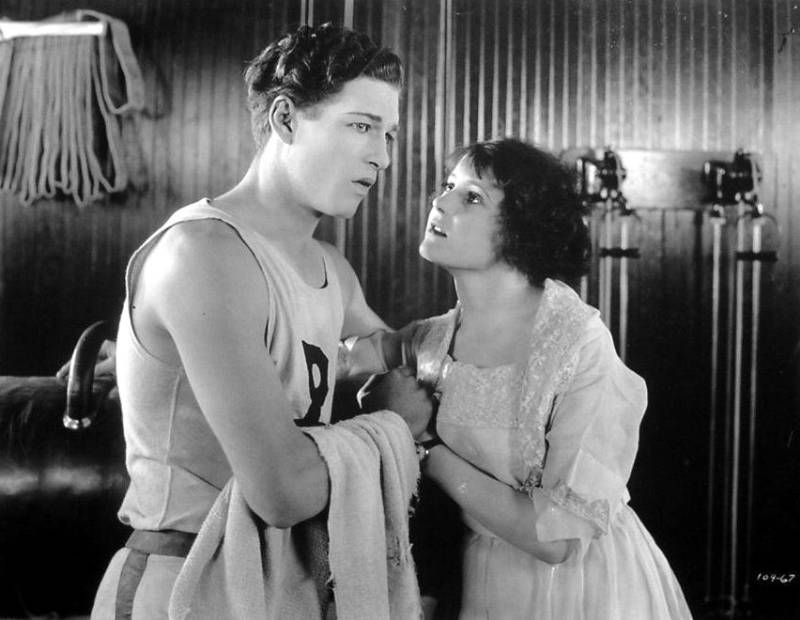
Cullen Landis et Clara Horton, dans It's a Great Life (1920)

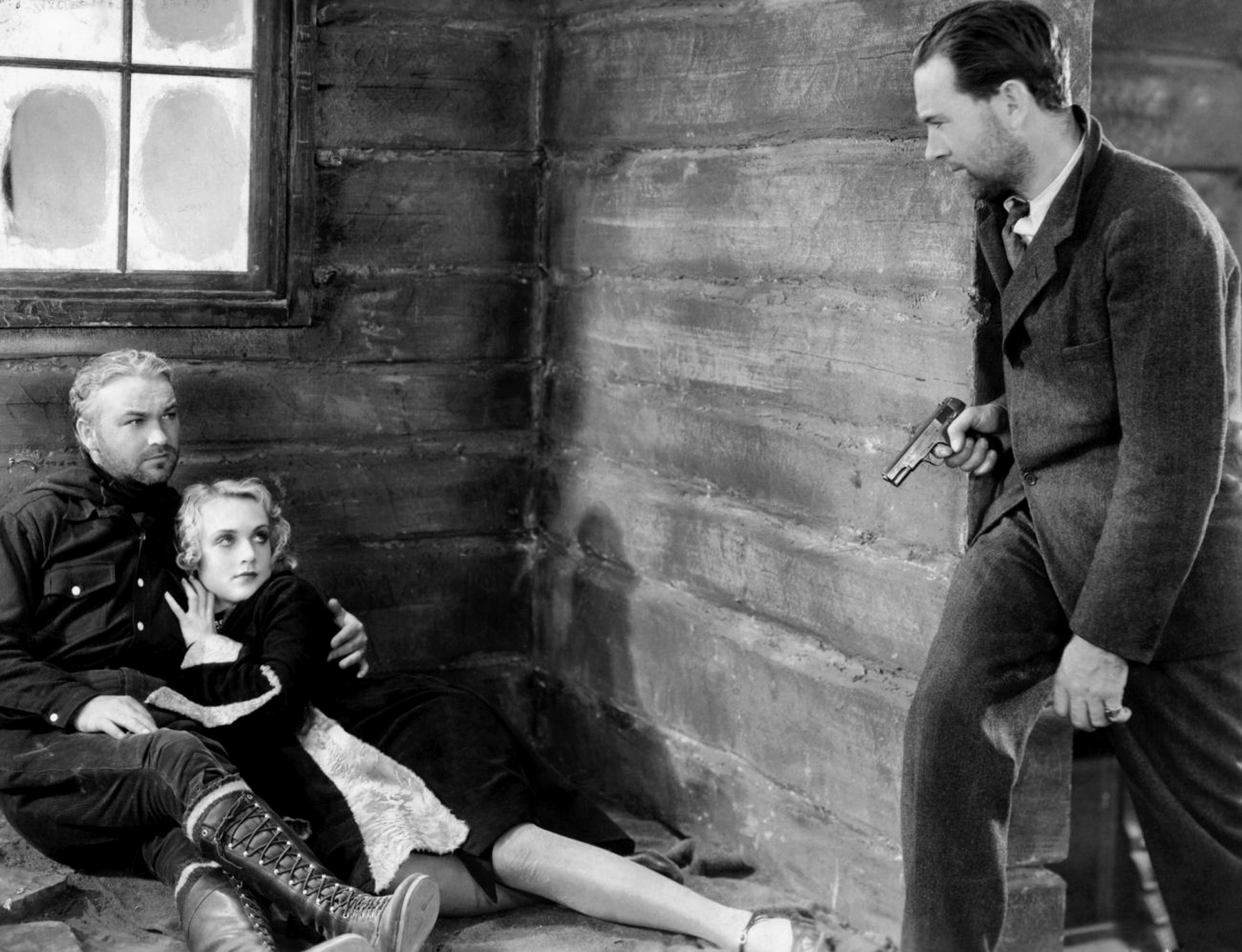
De g. à d. : William Boyd, Carole Lombard et Owen Moore, dans High Voltage (1929)

Comme directeur de la photographie, sauf mention contraire
- 1920 : It's a Great Life d'E. Mason Hopper
- 1921 : Tournant dangereux (Dangerous Curve Ahead) de E. Mason Hopper
- 1922 : The Wall Flower de Rupert Hughes
- 1922 : Le Crime de Roger Sanders (Watch Your Step) de William Beaudine
- 1923 : Reno, la ville du divorce (Reno) de Rupert Hughes
- 1923 : Six Days de Charles Brabin
- 1923 : Âmes à vendre (Souls for Sale) de Rupert Hughes
- 1924 : Son heure (His Hour), de King Vidor
- 1924 : Amours de Reine (Three Weeks) d'Alan Crosland
- 1924 : True as Steel de Rupert Hughes
- 1924 : Wine of Youth de King Vidor
- 1925 : Un joueur enragé (The Bridge of Sighs) de Phil Rosen
- 1926 : The Love Toy d'Erle C. Kenton
- 1926 : Les Surprises de la TSF (So this is Paris) d'Ernst Lubitsch
- 1926 : Oh What a Nurse! de Charles Reisner
- 1926 : N'est pas bandit qui veut (en) (The Social Highwayman) de William Beaudine
- 1927 : The Yankee Clipper de Rupert Julian
- 1927 : Le Prince étudiant (The Student Prince in Old Heidelberg) d'Ernst Lubitsch et John M. Stahl
- 1927 : The Wreck of the Hesperus d'Elmer Clifton
- 1928 : Nuit de folie (Walking Back) de Rupert Julian et Cecil B. DeMille
- 1928 : The Leopard Lady de Rupert Julian
- 1928 : Captain Swagger d'Edward H. Griffith
- 1928 : La Blonde de Singapour (Sal of Singapore) de Howard Higgin
- 1928 : Love Over Night d'Edward H. Griffith
- 1929 : The Garden of Eatin' (court métrage - réalisateur)
- 1929 : Fairways and Foul (court métrage - réalisateur)
- 1929 : L'Étudiant (The Somophore) de Leo McCarey
- 1929 : High Voltage de Howard Higgin
- 1929 : His First Command de Gregory La Cava
- 1929 : Au-delà du devoir (The Leatherneck), de Howard Higgin
- 1929 : Rythmes rouges (Red Hot Rhythm) de Leo McCarey
- 1931 : Quand on est belle de Jack Conway
- 1931 : Skyline de Sam Taylor
- 1931 : Ambassador Bill de Sam Taylor
- 1932 : New Morals for Old (en) de Charles Brabin
- 1932 : Almost Married (en) de William Cameron Menzies
- 1933 : The Return of Casey Jones (en) de John P. McCarthy
- 1933 : Court-circuit (By Candlelight) de James Whale

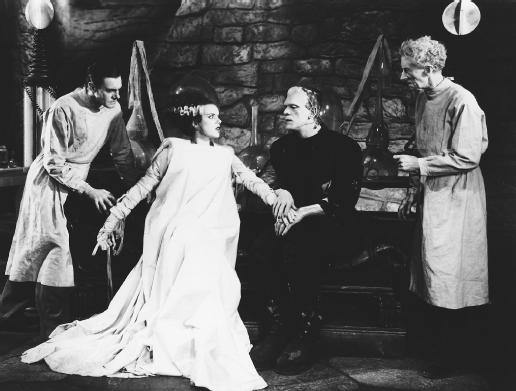
Prise de vue pour La Fiancée de Frankenstein (1935) - de g. à d. : Colin Clive, Elsa Lanchester, Boris Karloff et Ernest Thesiger

- 1933 : L'Homme invisible (The Invisible Man) de James Whale
- 1934 : The Poor Rich d'Edward Sedgwick
- 1934 : Affairs of a Gentleman d'Edwin L. Marin
- 1934 : Le Chat noir (The Black Cat) d'Edgar George Ulmer
- 1934 : One More River de James Whale
- 1934 : Night Life of the Gods de Lowell Sherman
- 1935 : Le Secret magnifique (Magnificent Obsession) de John M. Stahl
- 1935 : Smart Girl (en) d'Aubrey Scotto
- 1935 : La Fiancée de Frankenstein (The Bride of Frankenstein) de James Whale
- 1936 : Show Boat de James Whale
- 1936 : Suivez votre cœur (Follow Your Heart) d'Aubrey Scotto
- 1937 : Après (The Road Back) de James Whale
- 1937 : La Chanson du bonheur (Make a Wish) de Kurt Neumann
- 1938 : Le Mannequin du collège (My Lucky Star) de Roy Del Ruth
- 1938 : Josette et compagnie (Josette) d'Allan Dwan
- 1938 : L'Escale du bonheur (Happy Landing) de Roy Del Ruth
- 1939 : Veillée d'amour (When Tomorrow comes) de John M. Stahl
- 1940 : Pago Pago, île enchantée (South of Pago Pago) d'Alfred E. Green
- 1940 : Her First Romance d'Edward Dmytryk
- 1940 : Kit Carson de George B. Seitz
- 1941 : New Wine de Reinhold Schünzel
- 1941 : The Night of January 16th de William Clemens

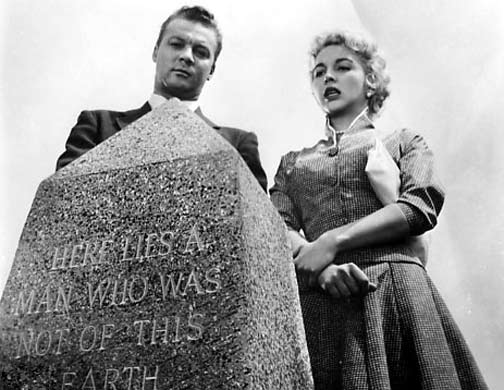
Prise de vue pour Not of This Earth (1957) : Morgan Jones et Beverly Garland

- 1942 : Mon secrétaire travaille la nuit (Take a Letter, Darling) de Mitchell Leisen
- 1942 : Trois Gouttes de poison (Sweater Girl) de William Clemens
- 1942 : La Double Vie d'André Hardy (Andy Hardy's Double Life) de George B. Seitz
- 1943 : Three Russian Girls d'Henry S. Kesler et Fedor Ozep
- 1944 : The Bridge of San Luis Rey de Rowland V. Lee
- 1944 : Dark Waters d'André De Toth
- 1944 : Sensations of 1945 d'Andrew L. Stone
- 1944 : Youth Runs Wild de Mark Robson
- 1945 : Bedside Manner d'Andrew L. Stone
- 1950 : Éclaireur indien (en) (Davy Crockett, Indian Scout) de Lew Landers
- 1956 : The Desperados Are in Town de Kurt Neumann
- 1957 : The Quiet Gun de William F. Claxton
- 1957 : Not of This Earth de Roger Corman

## Nomination
- 1943 : Nomination à l'Oscar de la meilleure photographie, catégorie noir et blanc, pour Mon secrétaire travaille la nuit